# Sayouba Mandé
Sayouba Mandé, né le 15 juin 1993 à Abidjan, est un footballeur international ivoirien. Évoluant au poste de gardien de but, il joue actuellement pour l'Odense Boldklub, dans le championnat du Danemark.

## Palmarès
Avec l'équipe de Côte d'Ivoire
- Vainqueur de la Coupe d'Afrique des nations en 2015

## Statistiques
Le tableau ci-dessous récapitule les statistiques en match officiel de Sayouba Mandé :
| Saison                | Club                  | Championnat           | Championnat | Championnat | Coupe(s) nationale(s) | Coupe(s) nationale(s) | Compétition(s) continentale(s) | Compétition(s) continentale(s) | Compétition(s) continentale(s) | Autres compétitions | Autres compétitions | Autres compétitions | Total | Total |
| Saison                | Club                  | Division              | M.          | B.          | M.                    | B.                    | Comp.                          | M.                             | B.                             | Comp.               | M.                  | B.                  | M.    | B.    |
| 2012                  | Stabæk                | 1                     | 18          | 0           | 2                     | 0                     | C3                             | 2                              | 0                              | -                   | -                   | -                   | 22    | 0     |
| 2013                  | Stabæk                | 2                     | 30          | 0           | 4                     | 0                     | -                              | -                              | -                              | -                   | -                   | -                   | 34    | 0     |
| 2014                  | Stabæk                | 1                     | 27          | 0           | 5                     | 0                     | -                              | -                              | -                              | -                   | -                   | -                   | 32    | 0     |
| 2015                  | Stabæk                | 1                     | 30          | 0           | 5                     | 0                     | -                              | -                              | -                              | -                   | -                   | -                   | 35    | 0     |
| 2016                  | Stabæk                | 1                     | 29          | 0           | -                     | -                     | C3                             | 2                              | 0                              | BR                  | 2                   | 0                   | 33    | 0     |
| Total sur la carrière | Total sur la carrière | Total sur la carrière | 134         | 0           | 16                    | 0                     | -                              | 4                              | 0                              | -                   | 2                   | 0                   | 156   | 0     |